# Бото Щраус
Бото Щраус (на немски: Botho Strauß) е германски писател и драматург, роден на 2 декември 1944 г. в Наумбург.

## Биография и творчество
Бото Щраус е роден в семейството на химик и фармацевт. След завършване на гимназията следва немска филология, история на театъра и социология в Кьолн и Мюнхен, но не написва дисертацията си на тема „Томас Ман и театъра“ и напуска университета, без да се дипломира. Между 1967 и 1970 г. работи кто журналист в списание Театър хойте. Впоследствие до 1975 г. е драматург в западноберлинския театър Шаубюне. След това става писател на свободна практика.
Успешеният му пробив като драматург е през 1977 г. с „Трилогия на повторната среща“ (Trilogie des Wiedersehens) – пет години след поставането на първата му пиеса. През 1984 г. Бото Щраус публикува романа „Младият мъж“ (Der Junge Mann), който предизвиква оживена дискусия. Маститият литературен критик Марсел Райх-Раницки пише във Франкфуртер алгемайне цайтунг: „Защото това, което вече умее, е доказателство за талант. Онова, което все още му липсва, може да бъде научено. Този човек е голяма надежда за нашата литература. Навярно от него ще дойде романът на новото поколение.“
В теоретичните си работи Щраус издава влиянието на древните класици, а също на Ницше, Хайдегер и Адорно, но и неговата отношение към света е радикално антибуржоазно.
Творчеството на Бото Щраус е отличeно с множество международни награди, а драмите му са сред най-поставяните на немските театрални сцени и са преведени на много езици.
Днес Бото Щраус живее в Берлин, а също в близката област Укермарк.
В България е поставена през 1994 г. в Малък градски театър „Зад канала“ (София) драмата на Бото Щраус „Времето и стаята“ (Die Zeit und das Zimmer) с режисьор Стоян Камбарев.

### Пиеси (премиера)
- Die Hypochonder, 1972
- Das Sparschwein, 1973
- Bekannte Gesichter, gemischte Gefühle, 1975
- Trilogie des Wiedersehens, 1977
- Groß und klein, 1978
- Kalldewey, Farce, 1982
- Der Park, 1984
- Die Fremdenführerin, 1986
- Molières Misanthrop, 1987
- Besucher, 1988
- Sieben Türen, 1988
- Die Zeit und das Zimmer, 1989
- Schlusschor, 1991
- Angelas Kleider, 1991
- Das Gleichgewicht, 1993
- Ithaka, 1996
- Der Kuss des Vergessens, 1998
- Die Ähnlichen, 1998
- Jeffers-Akt I und II, 1998
- Lotphantasie, 1999
- Der Narr und seine Frau heute abend in Pancomedia, 2001
- Unerwartete Rückkehr, 2002
- Schändung, 2005
- Die eine und die andere, 2005
- Nach der Liebe beginnt ihre Geschichte, 2005
- Das blinde Geschehen, 2011
- Leichtes Spiel, 2009

### Проза, поезия
- Schützenehre (Erzählung), 1975
- Marlenes Schwester (Erzählungen), 1975
- Die Widmung (Erzählung), 1977
- Rumor (Roman), 1980
- Paare, Passanten (Kurzprosa), 1981
- Der junge Mann (Roman), 1984
- Diese Erinnerung an einen, der nur einen Tag zu Gast war (Gedicht), 1985
- Niemand anderes (Prosa), 1987
- Kongress. Die Kette der Demütigungen, 1989
- Über Liebe (Geschichten und Bruchstücke), 1989
- Fragmente der Undeutlichkeit (ein Dialog und eine poetologische Meditation zu Robinson Jeffers), 1989
- Beginnlosigkeit (Reflexionen über Fleck und Linie), 1992
- Wohnen, Dämmern, Lügen (Kurzprosa), 1994
- Die Fehler des Kopisten (Aufzeichnungen), 1997
- Das Partikular (Erzählungen), 2000
- Die Nacht mit Alice, als Julia ums Haus schlich (Erzählungen), 2003
- Der Untenstehende auf Zehenspitzen (Prosa), 2004
- Mikado (Erzählungen), 2006
- Der Mittler (5 Kalendergeschichten mit 8 Kreidezeichnungen) [mit Neo Rauch], 2006
- Die Unbeholfenen. Bewußtseinsnovelle, 2007
- Vom Aufenthalt (Erzählungen), 2009
- Sie/Er (Erzählungen), 2012
- Die Fabeln von der Begegnung (Erzählungen), 2013
- Lichter des Toren. Der Idiot und seine Zeit, 2013
- Der zurück in sein Haus gestopfte Jäger (Texte), 2014
- Herkunft, 2014
- Allein mit allen. Gedankenbuch, 2014
- Oniritti Höhlenbilder, 2016
- Der Fortführer, 2018

### Есета
- Versuch, ästhetische und politische Ereignisse zusammenzudenken: Texte über Theater 1967 – 1986, 1987
- Der Aufstand gegen die sekundäre Welt, 1990
- Anschwellender Bocksgesang, 1993
- Der Buchstabe wird zum Atemzug. Das Genie der Werkversessenheit: Dem Regisseur Peter Stein zum sechzigsten Geburtstag, 1997
- Der Gebärdensammler: Texte zum Theater, 1998
- Das letzte Jahrhundert des Menschen. Was aber kommen wird ist Netzwerk. Bemerkungen zu Sein und Zeit, 1999
- Wollt ihr das totale Engineering?, 2000
- Orpheus aus der Tiefgarage. Botho Strauß über Gene, Liebe und die Verbrechen der Intimität, 2004
- Man muß wissen, wie die Sonne funktioniert, 2005
- Der Konflikt, 2006
- Was bleibt von Handke?, 2006
- Der Maler löst den Bann: über Gerhard Richter und seine „übermalten Fotos“, 2008
- Heideggers Gedichte, 2008
- Uns fehlt ein Wort, ein einzig Wort, 2011
- Der Plurimi Faktor: Anmerkungen zum Außenseiter, 2013

## Награди и отличия
- 1974: Hannoverscher Dramatikerpreis
- 1977: Възпоменателна награда Шилер (поощрение)
- 1981: Голяма литературна награда на Баварската академия за изящни изкуства
- 1982: Мюлхаймска награда за драматургия
- 1987: Награда Жан Паул
- 1989: Награда Георг Бюхнер
- 1993: Theaterpreis Berlin
- 2001: Награда Лесинг на град Хамбург
- 2007: Възпоменателна награда Шилер